# Eranos Eranossian
Eranos Eranossian (en bulgare : Еранос Ераносян ; en arménien : Էրանոս Էրանոսիան) est un officier des postes et télégraphiste ottoman né le 4 avril 1844 à Dobrich et mort le 22 juillet 1877 à Kavarna, en Bulgarie.

## Biographie
Issu de la minorité arménienne de Bulgarie, Eranos Eranossian est né le 4 avril 1844 à Dobrich.
Pendant la Guerre russo-turque, il dirige le poste télégraphique militaire de Baltchik. Il apporte une contribution décisive lors du massacre de Kavarna en 1877 et meurt assassiné par des bachi-bouzouks le 22 juillet 1877 après avoir sauvé Kavarna.
Apprenant les massacres de Bulgares et les incendies perpétrés par des hordes de bachi-bouzouks circassiens à Kavarna et dans les villages environnants, il envoie secrètement un télégramme aux consuls étrangers à Varna et aux diplomates des pays européens à Constantinople avec un appel au secours de la part de la population bulgare assiégée à Kavarna. Le texte est :

« 21 juillet. En ce moment même, des chrétiens se font massacrer à Kavarna, à une demi-heure de Balchik. Si aucune aide humaine n’arrive demain, tout sera fini. Rendre ce télégramme accessible à tous les ambassadeurs. »

Grâce à la coopération du chef de la station télégraphique de Bourgas, Hristo Grigorov, le télégramme arrive jusqu'à Constantinople. Cela provoque une pression diplomatique immédiate très forte de la part des différents pays européens sur les autorités turques. Le courageux Arménien ne s'arrête pas là, il fait confiance au kaymakam de Balchik et dès le lendemain, il dirige un groupe de soldats égyptiens pour arrêter le pillage de la ville. En se rendant dans les maisons bulgares pour sauver les habitants, il est touché au front par une balle tirée par un groupe de bachi-bouzouks et meurt sur le coup. Il sembler qu'il s'agit d'un acte de vengeance, les Circassiens n'étant apparemment pas complètement étrangers à l'implication d'Eranossian dans le sauvetage de la ville. Cette dernière est très vite libérée, puis le 4 février 1878, elle est définitivement libérée de la domination ottomane par les troupes russes, accompagnées par des volontaires bulgares.
Eranossian reste jusqu'à aujourd'hui connu comme "Le Libérateur", surnom que lui ont donné les habitants de Kavarna.

### Hommages
Aujourd'hui, en souvenir de son sacrifice héroïque, une rue de Kavarna porte son nom. À l'occasion du 130e anniversaire de la Libération du pays, un monument en son honneur est érigé. Le buste est inauguré le 14 décembre 2007 à 10 heures en présence de l'ambassadeur d'Arménie en Bulgarie Sergueï Manassarian, du consul général de la Russie à Varna Anatoliy Shelkounov, du président de la communauté arménienne Artak Azarian, des représentants des communautés arméniennes de Varna et Dobrich ainsi que des habitants de Kavarna et Balchik,. Le monument à Eranos Eranossian est situé dans la rue homonyme.
Eranos Eranossian est déclaré citoyen d'honneur de Kavarna le 6 novembre 2012 par décision du conseil municipal. La séance de proclamation se déroule en présence de l'ambassadeur d'Arménie Arsen Skhoyan, du consul honoraire d'Arménie à Varna Sarkis Sarkizov, du président de l'éparchie de l'Artsakh pour l'UE Roupen Krikorian, du père Partohimeos, ainsi que des représentants des communautés arméniennes de Varna, Dobrich et Kavarna ainsi que de l'arrière-arrière-petit-fils d'Eranos Eranossian, Artyun Erinozov.